# بياتريتشه باروكياليه
بياتريتشه باروكياليه (من مواليد 26 ديسمبر 1995) هي لاعبة كرة طائرة إيطالية تلعب دور ليبيرو. وهي لاعبة دولية في منتخب إيطاليا لكرة الطائرة للسيدات، تنافست في الألعاب الأوروبية 2015 في باكو. شاركت في جائزة الاتحاد الدولي الكبرى العالمية لكرة الطائرة 2015، وبطولة مونترو لكرة الطائرة 2019.
فازت بالميدالية الفضية في بطولة العالم للكرة الطائرة الكبرى للاتحاد الدولي للكرة الطائرة 2017، ولعبت لاحقًا بطولة أوروبا لعام 2017 مع منتخبها الوطني، ووصلت إلى المركز الخامس.